# بابی دیرفیلد
بابی دیرفیلد (به انگلیسی: Bobby Deerfield) درامی عاشقانه است که توسط سیدنی پولاک در سال ۱۹۷۷ کارگردانی شده‌است. این فیلم بر اساس رمانی از اریش ماریا رمارک نوشته شده در سال ۱۹۶۱ ساخته شده‌است.

## بازیگران
- آل پاچینو
- مارت کلر
- انی دوپره
- آنتونینو فا دی برونو
- میکی ناکس

## داستان
بابی دیرفیلد (آل پاچینو) شخصیتی وسواسی، به شدت حسابگر و در عین حال انزوا طلب است که به قهرمان شدن در مسابقات فرمول یک عادت کرده‌است اما پس از اینکه در یکی از دورهای مسابقه شاهد تصادف و در ادامه آتش گرفتن ماشین هم‌تیمی‌اش و در نهایت کشته شدن وی و زخمی شدن دیگر رقیبش بود توهم مرگ آرامش ذهنی او را بر هم میزند.
در گیر و دار همین مسائل بابی به زنی دمدمی مزاج و سرخوش به نام لی لی با بازی مارت کلر بر می خورد.

## حاشیه
این فیلم نتوانست نظر مثبت منتقدان و حتی تعداد زیادی از مخاطبان را کسب کند.
- در راتن تومیتوزامتیاز ۲۲ از صد را کسب کرده‌است.
- در بانک اطلاعات اینترنتی فیلم‌ها (IMDb) نیز امتیاز پنج و نه دهم از ۱۰ را کسب کرده‌است.

محتوای فیلمنامه این فیلم تفاوت بسیاری با نسخه رمان نوشته شده توسط اریش ماریا رمارک دارد . مثلاً زمان وقوع داستان در رمان درست بعد از جنگ جهانی دوم است.